# Conselho Militar de Transição (1985)
Conselho Militar Transitório foi o órgão governante do Sudão de abril de 1985 a abril de 1986.
A combinação da redivisão do sul, a introdução da sharia em todo o país, a renovada guerra civil e os crescentes problemas econômicos acabaram por contribuir para a queda de Jaafar Nimeiri. Em 6 de abril de 1985, um grupo de oficiais militares, liderados pelo tenente-general Abdel Rahman Swar al-Dahab, derrubou Nimeiri, que se refugiou no Egito.
Três dias após a queda de Nimeiri, Dhahab autorizou a criação de um Conselho Militar Transitório composto por 15 homens para governar o Sudão. Durante suas primeiras semanas no poder, o Conselho Militar Transitório suspendeu a constituição; dissolveu a polícia secreta, o parlamento e as assembleias regionais; demitiu governadores regionais e seus ministros; e libertou centenas de detidos políticos da prisão de Kober. Dhahab prometeu também negociar um fim à guerra civil no sul e dar o poder a um governo civil em doze meses. A população em geral acolheu e apoiou o novo regime. Apesar do começo enérgico do Conselho Militar Transitório, logo ficaria evidente que Dhahab não possuia as habilidades necessárias para resolver os problemas econômicos do Sudão, restaurar a paz no sul e estabelecer a unidade nacional.